# Dani Lins
Danielle Rodrigues Lins (5 de gener de 1985, Recife) és una jugadora de voleibol femení de Brasil en la posició d'armadora. Va representar al seu país al Grand Prix de Voleibol de 2009 a Tòquio (Japó), on va guanyar la medalla d'or. També va guanyar l'or als Jocs Olímpics de Londres 2012.

## Trajectòria

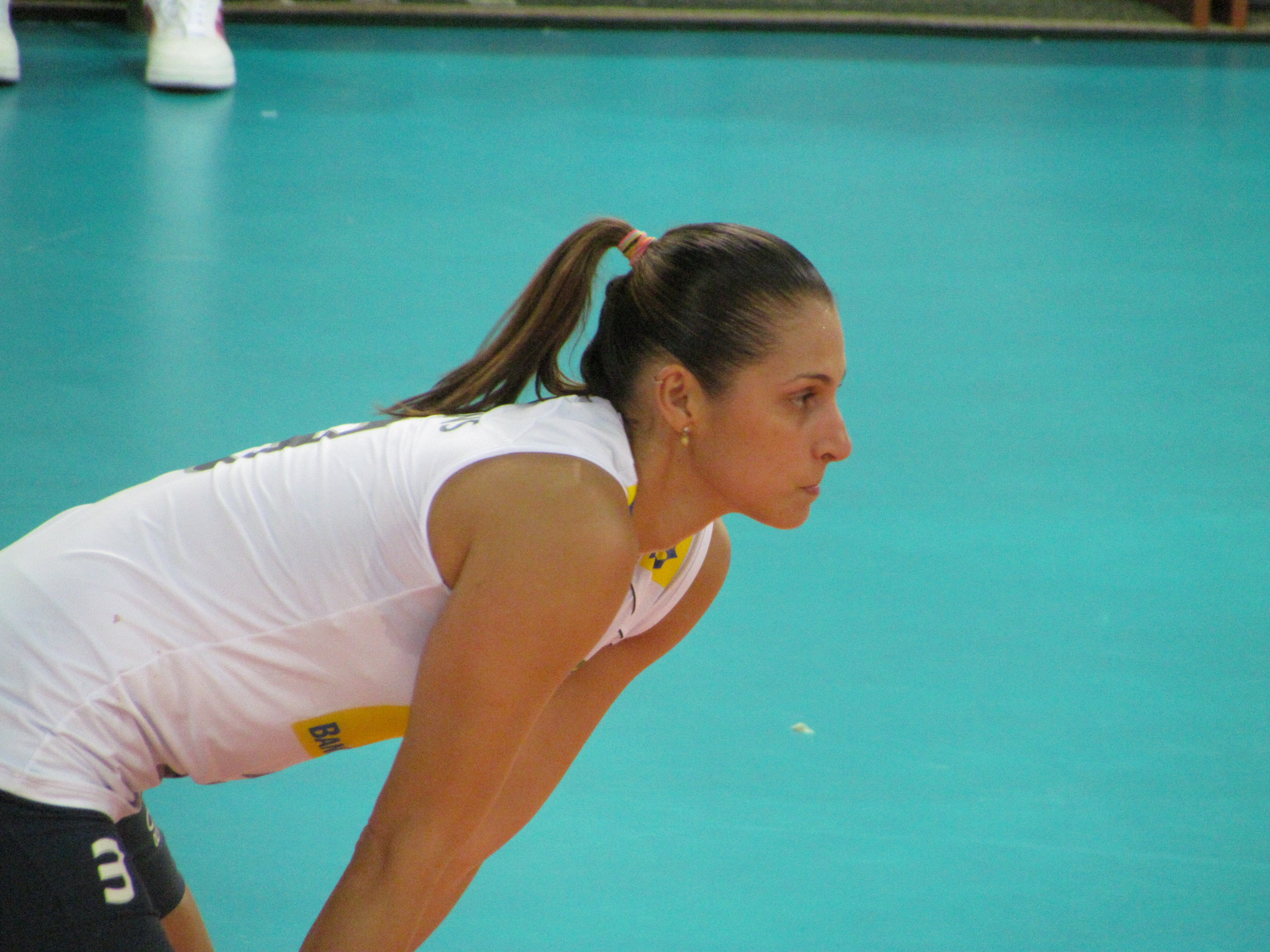
Dani en 2011.

Va néixer a Recife, i va defensar els colors del Finasa/Osasco des de 2003 a 2005. Després va marxar al Pinheiros/Blue Life durant la següent temporada i el 2006 es va unir al Unilever.

### Equip nacional

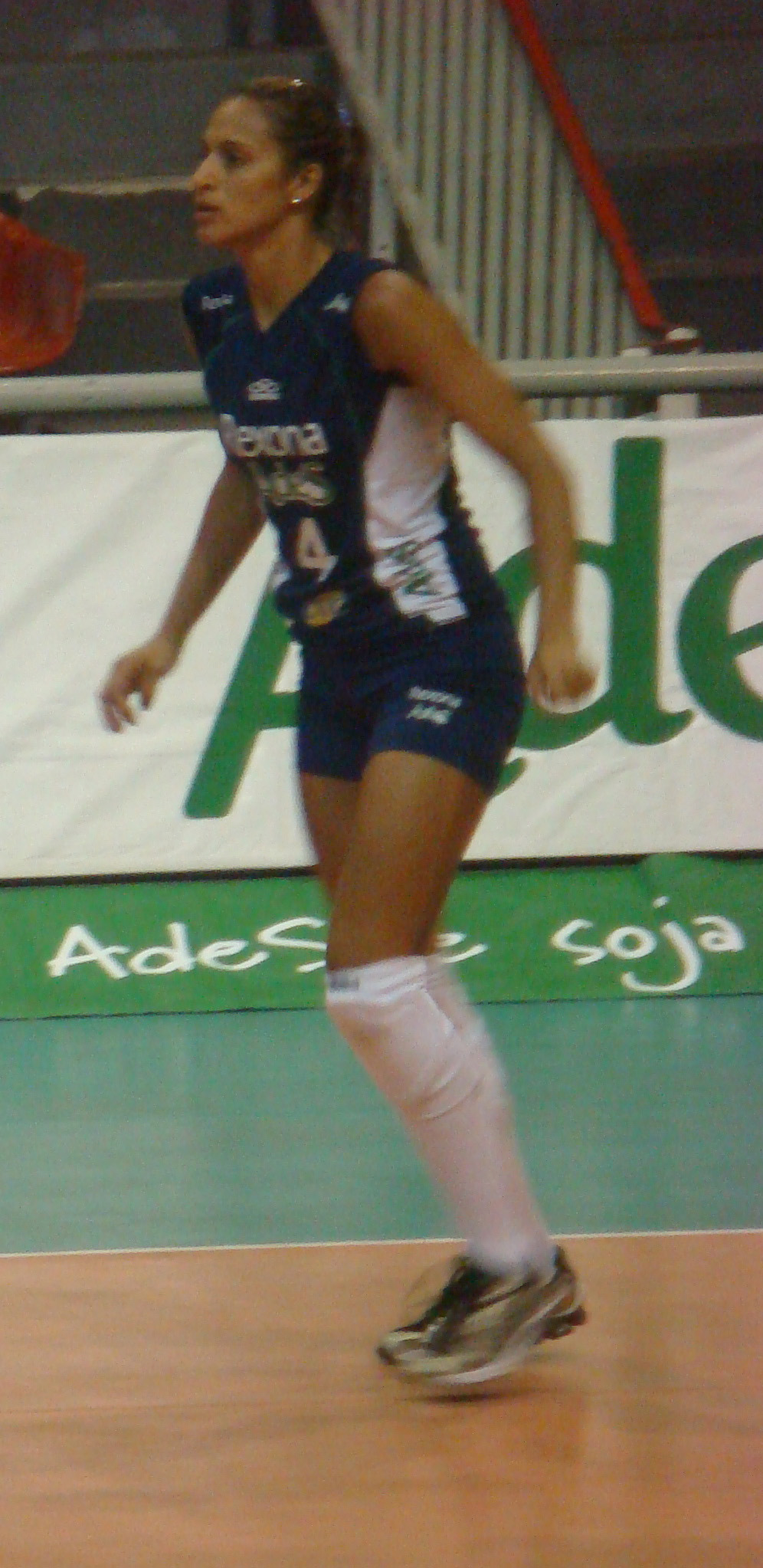
Dani Lins amb l'equip Rexona.

Va ajudar el seu equip a aconseguir el quart lloc als Jocs Panamericans de 2003 i la Copa Panamericana de Voleibol Femení d'aquest mateix any. L'entrenador nacional, Zé Roberto la va escollir l'1 d'agost de 2009 per reemplaçar a Fofão com a capitana de l'equip. Va guanyar el Grand Prix de Voleibol el 2009.
Va formar part també de l'equip que van guanyar els Jocs Panamericans de 2011 celebrats a Guadalajara, Mèxic. També va ser nomenada com a millor jugadora en la seva posició. El 2012 va guanyar la medalla d'or als Jocs Olímpics de Londres 2012.

## Palmarès

### Clubs
- Lliga brasilera de voleibol: 2005, 2007, 2008, 2009 i 2011.

### Selecció nacional
- Jocs Olímpics: 2012.
- Grand Prix de Voleibol: 2009.
- Campionat Mundial de Voleibol Femení Sub-20: 2003.
- Campionat Sud-americà de voleibol femení: 2009 i 2011.
- Copa Panamericana de Voleibol Femení: 2009 i 2011.

### Individual
- Millor Armadora del Campionat Sud-americà de Voleibol Femení de 2009.
- Millor Armadora del Grand Prix de Voleibol de 2011.
- Millor Armadora dels Jocs Panamericans de 2011